# Johannes Felscher
Johannes Felscher (Neurenberg, 1983) is een Duitse jazzmusicus. Hij speelt contrabas en E-Bass en is componist.

## Biografie
Felscher studeerde in Würzburg, Stuttgart en aan het conservatorium van Amsterdam (Bachelor). Hij studeerde aan de Manhattan School of Music (Master) en bleef daarna in New York hangen, waar hij actief was met tenorsaxofonist Paul Jones, Nuf Said en Progger. Hij speelde met allerlei ensembles, zoals het Amsterdam Jazz Orchestra, Radio-Sinfonieorchester Stuttgart en Staatsoper Stuttgart, en met Benjamin Herman, Gerard Presencer, Bobby Sanabria, Jasper Blom, Rainer Böhm, Bodek Janke en Lutz Häfner. Met de saxofonisten Johannes Ludwig en Joris Roelofs en drummer Peter Kronreif vormde hij de groep Immigration Booth, in 2016 verscheen van hen het album Hinterm Spiegel. Tevens speelde hij mee op enkele platen van het trio van pianist Roman Rofalski.